# L'Étrange Réveil du Schtroumpf paresseux (histoire)
 (juillet 2025).
Si vous disposez d'ouvrages ou d'articles de référence ou si vous connaissez des sites web de qualité traitant du thème abordé ici, merci de compléter l'article en donnant les références utiles à sa vérifiabilité et en les liant à la section « Notes et références ».
L'Étrange Réveil du Schtroumpf paresseux est la trente-sixième histoire de la série Les Schtroumpfs de Peyo. Elle est publiée pour la première fois dans le journal Schtroumpf !, puis dans l'album du même nom en 1991.

## Résumé
Les Schtroumpfs décident de donner une bonne leçon au Schtroumpf paresseux en lui faisant croire qu'il a dormi pendant deux cents ans. Mais le Schtroumpf paresseux se rend compte de la supercherie et décide lui aussi de leur faire une blague en leur faisant croire qu'il a mis un élixir de jouvence dans le repas qu'il a préparé. Les Schtroumpfs, paniqués, cherchent à tout prix à faire un élixir de vieillissement pour contrecarrer le sort et trouvent la formule chez Gargamel chez qui ils la préparent pendant son absence. Mais à son retour, le sorcier surprend les Schtroumpfs et boit par mégarde l'élixir de vieillissement, tandis que le Schtroumpf paresseux révèle sa farce à ses congénères amusés.